# Forze Missilistiche Strategiche dell'Armata Popolare Coreana
Le Forze Missilistiche Strategiche (Chosŏn'gŭl: 조선인민군 전략로케트군, Hanja: 朝鮮人民軍 戰略로케트軍), noto anche come Dipartimento per la Direzione Missilistica (Chosŏn'gŭl: 미사일지도국; Hanja: 미사일指導局) è la branca dell'Armata popolare coreana che supervisiona le armi balistiche convenzionali e non della Corea del Nord. Principalmente, è equipaggiata con sistemi superficie-superficie di progetto sovietico e cinese, e di missili a lungo raggio di sviluppo nazionale.

## Storia
La Corea del Nord iniziò ad acquisire una certa capacità missilistica superficie-superficie a corto raggio a partire dagli anni sessanta. In particolare, i maggiori fornitori di tecnologia furono l'Unione Sovietica e la Cina. Alla fine del decennio, furono costituiti dei nuovi istituti con il compito di sviluppare dei sistemi missilistici di realizzazione nazionale. Negli anni settanta, i nordcoreani ottennero alcuni esemplari di Scud-B dall'Egitto: a partire da questi, ne svilupparono una variante locale, chiamata Hwasŏng-5, che fu testato per la prima volta nel 1984. Si trattò del primo missile sviluppato in modo autonomo dalla Corea del Nord: in particolare, rispetto all'originale, questo sistema era caratterizzato da una gittata maggiore e da un carico bellico ridotto. Successivamente, comunque, il governo di Pyongyang ha continuato ad avere relazioni con Paesi più sviluppati, in modo da ottenere tecnologie avanzate.
Nel 1999 le varie unità missilistiche, che erano subordinate al comando di artiglieria delle forze terrestri, furono riorganizzate in una singola forza missilistica: il Dipartimento della direzione missilistica.
In data 28 novembre 2017 le Forze Missilistiche Strategiche nordcoreane testano il primo missile intercontinentale in grado di colpire ogni zona del territorio statunitense.

## Organizzazione
Il Dipartimento della direzione di artiglieria è una branca dell'Armata Popolare Coreana, ma è direttamente subordinata al comandante supremo delle forze armate.

### Strutture

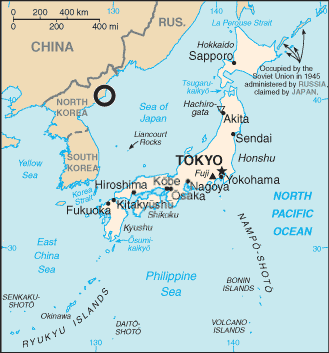
Localizzazione del poligono di Musudan-ri

- Musudan-ri: poligono missilistico situato alle coordinate 40°51′N, 129°40′E. Situato nella parte meridionale della provincia di Hamgyŏng-pukto, è in un'area conosciuta come Taep'o-dong (대포동): questo fatto ha, in sostanza, dato il nome ai missili Taepodong.
- Kittaeryŏng: sito di lancio situato nella provincia di Kangwon-do, ai confini con la Corea del Sud. Viene utilizzato per i lanci di missili a medio raggio e a rampa mobile (per il quale ha una piazzola).
- Kalgol-dong: poligono sito nella provincia di Chagang. Qui sono schierati gli Hwasong-5 e 6, che sono puntati verso la Corea del Sud.
- Kusŏng: sito di lancio situato nella provincia di P'yŏngan-pukto. Qui sono schierati i missili Rodong puntati contro le forze statunitensi in Giappone.
- Okp'yŏng-dong: poligono missilistico nella provincia di Gangwon-do, che ospita missili Hwasong e Nodong.
- Pongdong-ri: si tratta di un nuovo grande poligono missilistico attualmente in costruzione. Risulta situato presso la costa occidentale della Corea del Nord, a circa 50 km dal confine cinese. Nel settembre 2008 risultava completo all'80%[2]. Nonostante sia incompleto, può essere usato per effettuare lanci missilistici[3]

Oltre a questi, vi sono molti altri siti di lancio più piccoli sparsi per il territorio, che possono essere usati per piattaforme mobili. Inoltre, risultano altre grandi installazioni in costruzione.

### Capacità di lancio
- Missili lanciabili da silo. Non risulta che la Corea del Nord abbia costruito dei silo missilistici. Tali strutture, infatti, sono utilizzate solo da Paesi che dispongono di missili a lungo raggio, che devono essere tenuti in stato di allerta per lunghi periodi di tempo. Tuttavia, strutture di questo tipo potrebbero essere costruite anche per sistemi a corto raggio, come gli Hwasong-6. L'unico missile con queste caratteristiche a disposizione dei nordcoreani sarebbe il BM25/Musudan-1.
- Piazzole di lancio. Installazioni di questo tipo sono necessarie per i grandi Taepodong-1 e 2, poiché il propellente liquido ne rende difficoltoso lo stoccaggio, e comunque devono essere riforniti immediatamente prima del lancio. Si tratta di una metodologia di lancio che espone a grandi rischi, visto che tali siti sono estremamente vulnerabili agli attacchi aerei. Comunque, le piazzole di lancio sono utilizzate per testare diversi tipi di missili balistici, oltre che per immettere in orbita satelliti artificiali. Tuttavia, il loro utilizzo per armi strategiche sarebbe essenzialmente limitato.
- Lanciatori mobili. La Corea del Nord dispone di un gran numero di missili impiegabili da un lanciatore mobile, come il Rodong-1 e il BM25. Sono difficili da individuare e hanno un grado di sopravvivenza significativamente elevato.
- Missili per impiego imbarcato. Non risulta che la Forza navale della Corea del Nord disponga in organico di sottomarini lanciamissili balistici. Tuttavia, nel 1993, ha acquistato dalla Russia per la demolizione due battelli della classe Foxtrot e dieci della classe Golf II. I golf sono in grado di lanciare SLBM, ed è possibile che la Nord Corea ne abbia revisionati alcuni con l'aiuto di una ventina di tecnici russi, oppure che ne abbia modificati altri per ospitare grandi[4]. Un'altra opzione è che siano stati appositamente studiati dei tubi di lancio, e che questi siano stati aggiunti a degli esemplari della classe Romeo o della classe Whiskey, oppure semplicemente installati su normali navi da trasporto[5]. In entrambi i casi, la Corea del Nord avrebbe mezzi navali in grado di colpire le basi statunitensi in Giappone, Guam, Hawaii o sulla costa orientale del continente americano[4].

## Dotazioni

### Missili
Come detto precedentemente, i missili in dotazione alle forze armate della Corea del Nord sono o di progetto russo-cinese, oppure di sviluppo locale. Le informazioni disponibili su questi sistemi sono piuttosto scarse. I missili in servizio sono i FROG-7, Scud-B ed ER (con le copie locali Hwasong-5 e Hwasong-6) e Rodong-1.
| Missile                    | Tipo                         | Origine          | Gittata (km) | Quantità      |
| -------------------------- | ---------------------------- | ---------------- | ------------ | ------------- |
| Luna M -FROG-7             | razzo di artiglieria         | Unione Sovietica | <50          | 24 lanciatori |
| Luna - FROG 3              | razzo di artiglieria         | URSS             | <100         | 24 lanciatori |
| KN-1                       | missile da crociera antinave | Corea del Nord   | 110 - 160    | ?             |
| KN-2 Toksa                 | SRBM                         | Corea del Nord   | 120 – 140    | 30 lanciatori |
| Hwasong-5                  | SRBM                         | Corea del Nord   | 330          | ~180          |
| Hwasong-6                  | SRBM                         | Corea del Nord   | 500          | 300-600       |
| Scud-ER 1                  | SRBM                         | Corea del Nord   | 700          | poche unità   |
| Rodong-1                   | MRBM                         | Corea del Nord   | 900-1500     | >200          |
| Hwasong -10 / BM25 Musudan | IRBM, copia dell'SS-N-6 Serb | Corea del Nord   | 2.500-4000   | 30/50         |
| Hwasong-13 / KN-08/ KN-14  | IRBM/ICBM                    | Corea del Nord   | 2000-12000   | ?             |
| Pukkŭksŏng-1 / KN-11       | SLBM                         | Corea del Nord   | 1000         | ?             |
| Pukguksong-2 / KN-15       | IRBM                         | Corea del Nord   | 3000         | ?             |
| Hwasong-12/ KN-17          | IRBM/ICBM                    | Corea del Nord   | 5000-6000    | ?             |
| Hwasong-14/ KN-20          | ICBM                         | Corea del Nord   | 6700-10.000  | ?             |
| Hwasong-15                 | ICBM                         | Corea del Nord   | 13.000       | ?             |

Oltre a questi, la Corea del Nord ha realizzato anche due vettori spaziali.
- Paektusan-1: si tratta di un missile Taepodong-1 al quale è stato aggiunto un terzo stadio. Questo vettore è stato lanciato per la prima volta nel 1998 con a bordo il piccolo satellite Kwangmyŏngsŏng-1. Il satellite, tuttavia, non ha mai raggiunto l'orbita a causa di un malfunzionamento del terzo stadio.
- Unha: si tratta di un missile Taepodong-2 con un terzo stadio aggiuntivo. Lanciato nel 2009 con il satellite Kwangmyŏngsŏng-2 a bordo, anche in questo caso si è registrato un insuccesso.

Fino alla data del 31 dicembre 2022 sono già 37 i lanci di vari missili balistici di Pyongyang nel 2022.

### Testate
I missili nordcoreani possono impiegare diversi tipi di testate, incluse quelle con armi di distruzione di massa. Risulta possibile che tre Rodong-1 sono stati equipaggiati con testate nucleari. Come prevedeva inizialmente la dottrina nucleare cinese, le armi nucleare sono stoccate separatamente rispetto alle altre testate, e verrebbero montate solo su ordine diretto del comandante in capo (Kim Jong-un). Nonostante le dichiarazioni dei media sul fatto che la Nord Corea non avrebbe ancora creato testate nucleari sufficientemente piccole per essere installate su missili, alcuni rapporti resi noti nell'aprile 2009 sosterrebbero che in realtà il Paese comunista sarebbe riuscito a miniaturizzare le proprie testate.. Il missile più "quotato" per il trasporto di testate nucleari sarebbe il Rodong-1, che è stato testato con successo parecchie volte.
Oltre alla bomba atomica, la Corea del Nord possiede anche un vasto assortimento di armi chimiche, inclusi tabun, sarin, soman, VX e altri. Su queste scorte si sa poco, anche se probabilmente sono piuttosto limitate: infatti, i nordcoreani considerano questi agenti molto pericolosi da maneggiare anche per i loro stessi soldati.

## Esportazioni

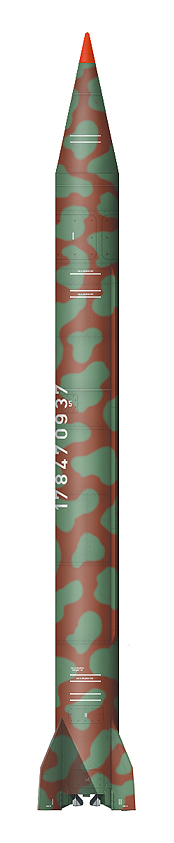
Raffigurazione di un missile Hwasong-6

L'elenco include tutti i Paesi che operano con sistemi missilistici nordcoreani, oppure che hanno ricevuto dal Paese comunista assistenza per produrli localmente.
- Cuba: informazioni non confermate sulla presenza di Hwasong-6.
- Emirati Arabi Uniti: 25 25 Hwasong-5 acquistati dalla Corea del Nord nel 1989. Tuttavia, il Paese mediorientale non è stato soddisfatto della qualità di questi missili, che vengono attualmente tenuti in magazzino[17].
- Egitto: ha ricevuto la tecnologia e l'assistenza per il mantenimento degli Hwasong-5 e Hwasong-6.
- Etiopia: secondo informazioni non confermate avrebbe in servizio alcuni Hwasong-5[18].
- Iran: si tratta del principale acquirente di missili nordcoreani. Infatti, produce localmente lo Hwasong-5 (Shahab-1), lo Hwasong-6 (Shahab-2) e il Rodong-1 (Shahab-3). Inoltre, avrebbe circa 18 BM25 con base terrestre[19]
- Libia: ha ricevuto assistenza tecnologica, disegni e componenti di missili nordcoreani[20]. In particolare, nel Paese africano operavano i Rodong, ma sono stati tutti smantellati nel 2004 (insieme agli altri missili con gittata superiore ai 300 km).
- Repubblica Democratica del Congo: ha ricevuto assistenza dalla Corea del Nord per il mantenimento e l'utilizzo degli Scud, e potrebbe essere un operatore degli Hwasong-6.
- Repubblica del Congo: fonti non confermate riferiscono che il Paese avrebbe acquistato degli Hwasong-5[18].
- Siria: utilizza gli Hwasong-6 e i Rodong-1[21].
- Sudan: alcuni Scud trasferiti dalla Siria via mare.[21]
- Vietnam: ha acquistato missili Hwasong-5/6 nel 1998.
- Yemen: ha acquistato missili nordcoreani negli anni novanta[22].